# Кордюченко, Василий Харитонович
Василий Харитонович Кордюченко (1899—1947) — красноармеец Рабоче-крестьянской Красной Армии, участник Великой Отечественной войны, Герой Советского Союза (1944).

## Биография
Родился 18 июня 1899 года в селе Северовка (ныне — Гайский район Оренбургской области). Получил начальное образование, после чего работал в колхозе. В 1941 году был призван на службу в Рабоче-крестьянскую Красную Армию. С того же года — на фронтах Великой Отечественной войны.
К осени 1943 года красноармеец Василий Кордюченко был сапёром 180-го отдельного сапёрного батальона 167-й стрелковой дивизии 38-й армии 1-го Украинского фронта. Неоднократно отличался во время битвы за Днепр и освобождения Киева. 5 ноября 1943 года он проделал два прохода в немецких минных полях для советских танковых и стрелковых частей, был ранен, но продолжал выполнять задачу.
Указом Президиума Верховного Совета СССР «О присвоении звания Героя Советского Союза генералам, офицерскому, сержантскому и рядовому составу Красной Армии» от 10 января 1944 года за «образцовое выполнение боевых заданий командования на фронте борьбы с немецко-фашистскими захватчиками и проявленные при этом отвагу и геройство» был удостоен высокого звания Героя Советского Союза с вручением ордена Ленина и медали «Золотая Звезда» за номером 2450.
После окончания войны был демобилизован. Проживал в селе Хабарное (ныне — в черте города Новотроицка), работал председателем колхоза. Умер 11 мая 1947 года.
Был также награждён рядом медалей.
В его честь установлен обелиск в Хабарном.